# International Superstar
International Superstar è un doppio album discografico del cantautore country statunitense Johnny Cash, pubblicato dalla Columbia Records nel 1972. Si tratta di una combinazione di brani già precedentemente pubblicati, inclusi successi quali A Thing Called Love e The One on the Right is on the Left, e nuovo materiale. Le nuove canzoni comprendono Rosanna's Going Wild, numero 2 nella classifica country. Grazie all'inclusione di queste nuove tracce, il disco non viene considerato una raccolta, ma bensì il 42º album della discografia di Johnny Cash.

## Tracce
1. A Thing Called Love - 2:35
2. No Need to Worry - 2:49
3. Happiness is You - 3:00
4. Song to Mama - 2:38
5. Cotton Pickin' Hands - 2:21
6. San Quentin - 2:32
7. Jackson - 2:47
8. Rosanna's Going Wild - 1:59
9. Austin Prison - 2:08
10. Pick a Bale of Cotton - 1:58
11. White Girl - 3:03
12. The Shifting Whispering Sands, Pt. 1 - 2:53
13. Kate - 2:17
14. The One on the Right is on the Left - 2:51
15. You and Tennessee - 3:07
16. Hammers and Nails - 2:40
17. Tall Man - 1:53
18. I'll Be Loving You - 2:09
19. From Sea to Shining Sea - 1:39
20. Folk Singer - 3:05
21. Mr. Garfield - 3:45
22. If Not for Love - 3:05
23. Mississippi Sand - 3:08
24. I Got a Boy (and His Name is John) - 2:49